# Anna Marie Františka Toskánská
Anna Marie Františka Terezie, princezna Sasko-Lauenburská, hraběnka z Neuburgu a velkovévodkyně Toskánská (13. června 1672, Ostrov nad Ohří – 15. října 1741, Zákupy) patřila k nejvýznamnějším šlechtičnám barokního období v Českém království. Proslula svou zbožností, ale také luxusním životem a velmi nákladnou přestavbou svých sídel.

## Život

### Původ

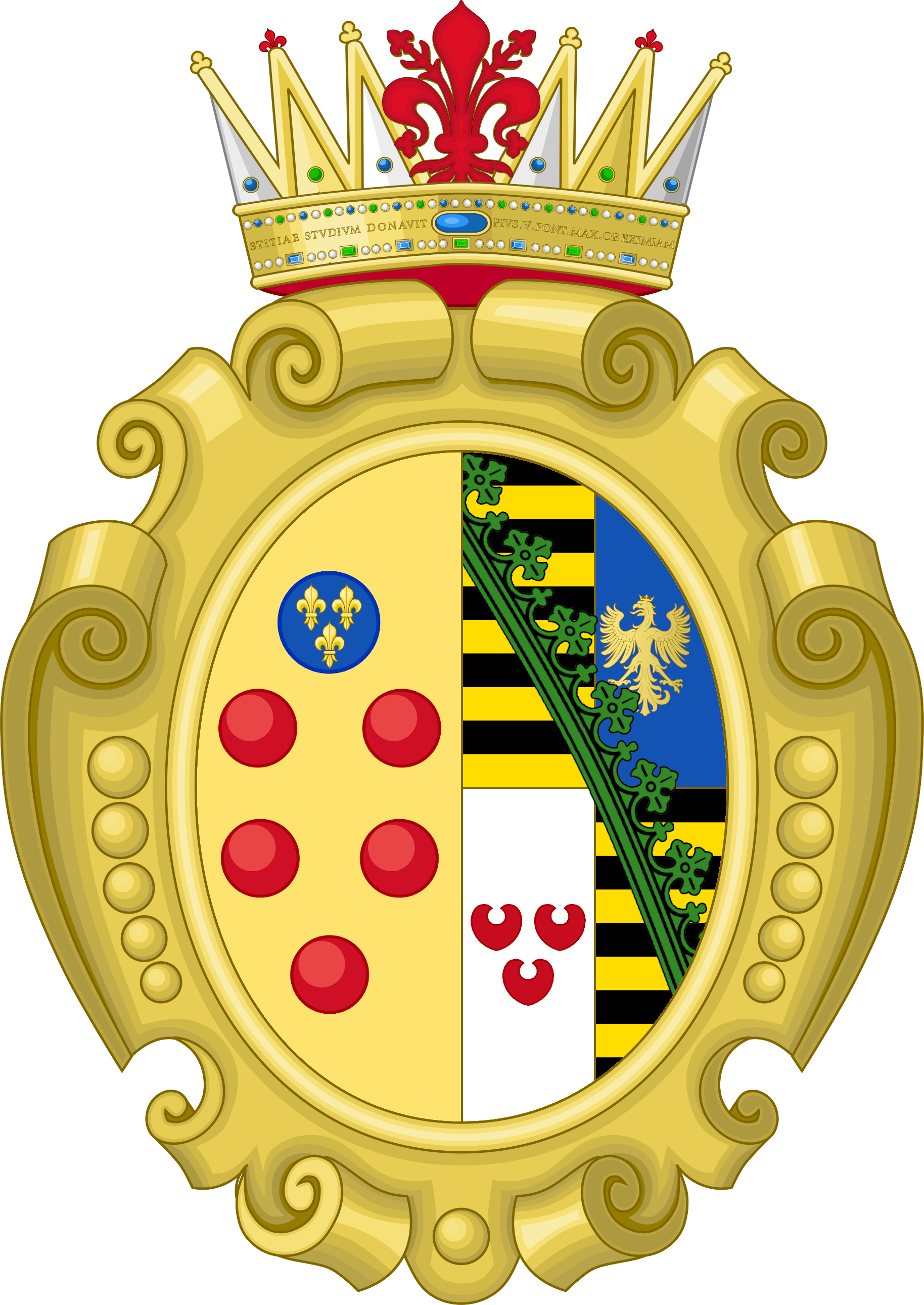
Osobní erb Anny Marie coby velkovévodkyně toskánské

Dcera Julia Františka vévody Sasko-Lauenburského a Hedviky Marie Augusty von Pfalz-Sulzbach se narodila 13. června 1672 v Ostrově nad Ohří. Jejím rodičům, kteří po sobě zanechali pouze dva potomky doživší se dospělosti – Annu Marii Františku a její sestru Sybillu Marii Augustu, patřila různá území v západních, středních i severních Čechách, například byli vlastníky panství zákupského, ploskovického, hornopolického, buštěhradského, dále Ostrova nad Ohří, Svádova, Zvoleněvsi, Míkovic atd. Tento majetek byl po smrti Julia Františka v roce 1689 rozdělen mezi dvě dcery. Zatímco o tři roky mladší Sybille Marii Augustě připadlo jen panství Ostrov nad Ohří, zdědila starší sestra většinu statků, které její otec během svého úspěšného života nashromáždil, což z Anny Marie Františky činilo velmi atraktivní nevěstu.

### První manželství

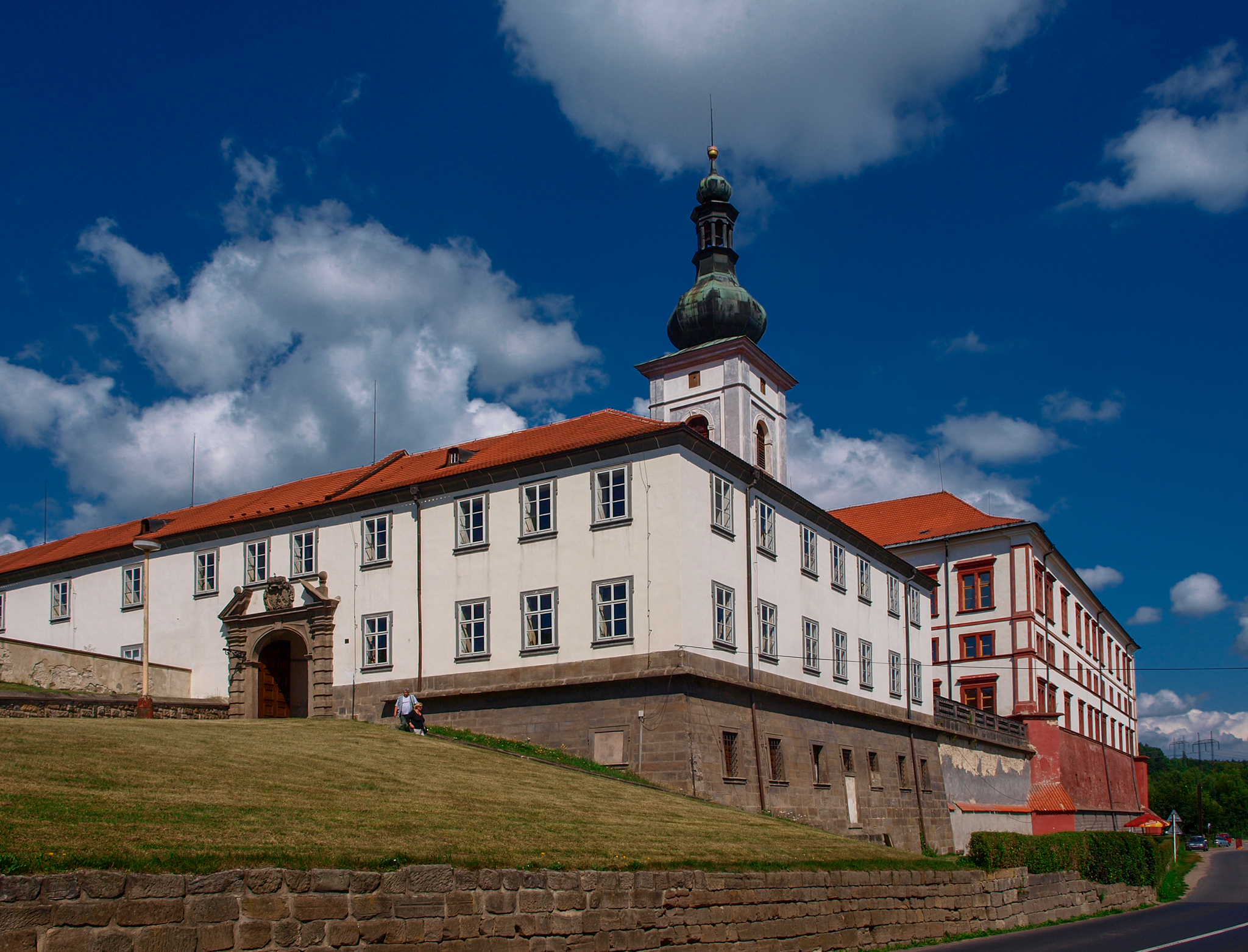
Budovy zámku v Zákupech

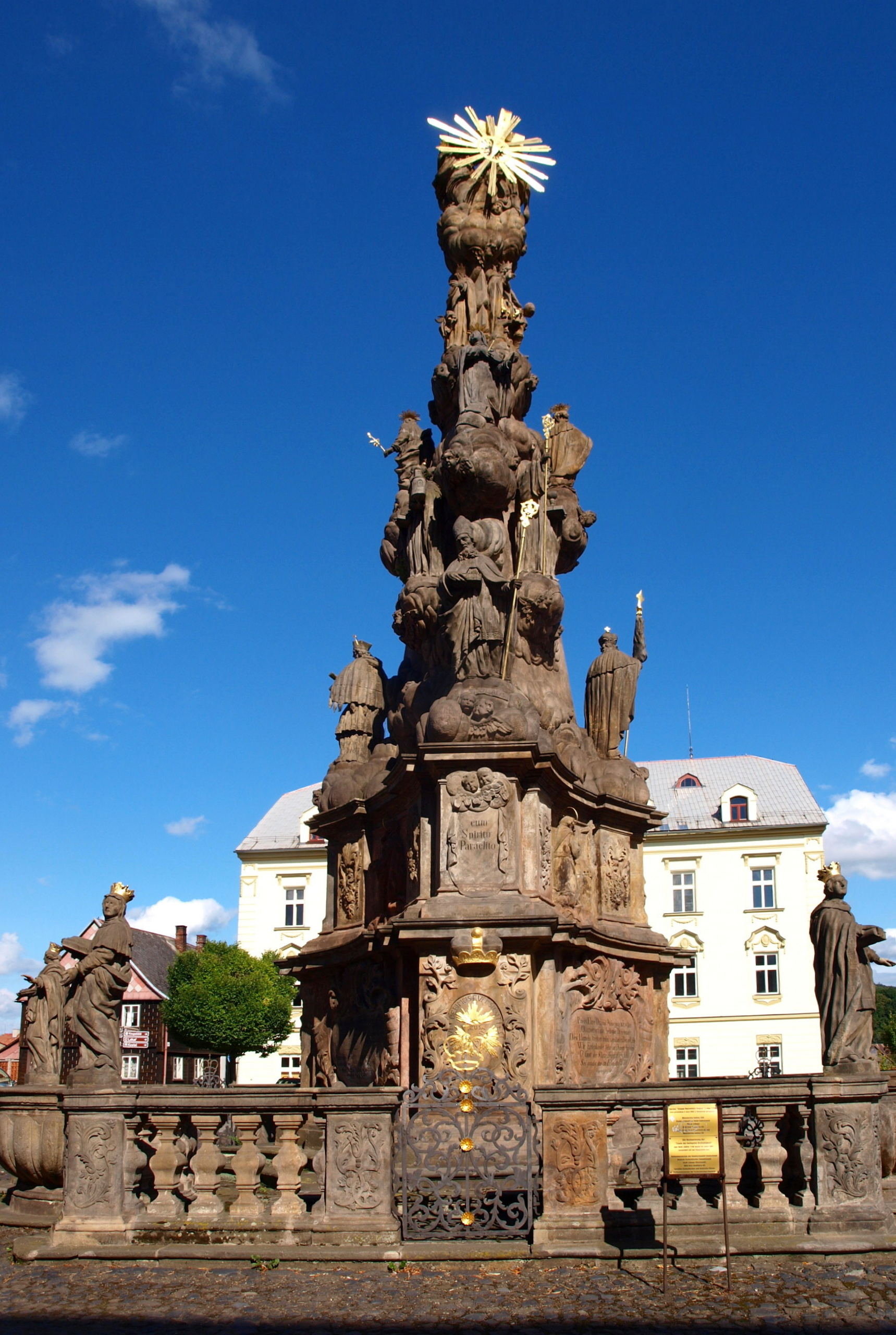
Sousoší Nejsvětější Trojice na náměstí v Zákupech

Dne 1. října 1690 se Anna Marie Františka zasnoubila s Filipem Vilémem Augustem princem a falckrabětem z Neuburgu, švagrem císaře Leopolda I., se kterým ji sezdal ještě během října téhož roku na lobkovickém zámku v Roudnici nad Labem tamní probošt Horneck. Novomanželé si za své sídlo zvolili zámek v Zákupech, který v té době byl právě upravován významným italským barokním architektem, působícím především v severních Čechách, Giuliem Broggiem, u něhož si zakázku objednal ještě předchozí majitel, nevěstin otec Julius František. Z dnes dostupných informací můžeme soudit, že manželství bylo relativně šťastné a že si manželé rozuměli i po stránce citové. Téměř na den přesně rok po svatbě se narodila jejich první dcera, Leopoldina Eleonora, která ale zemřela ještě v batolecím věku v roce 1693. Ve stejný rok se narodila druhá dcera, Marie Anna Karolína, která se dožila dospělosti, ale krátce po jejím narození zemřel její otec, ani ne pětadvacetiletý Filip Vilém August, manžel Anny Marie Františky, která se tak v jednadvaceti letech stala vdovou.

### Druhé manželství

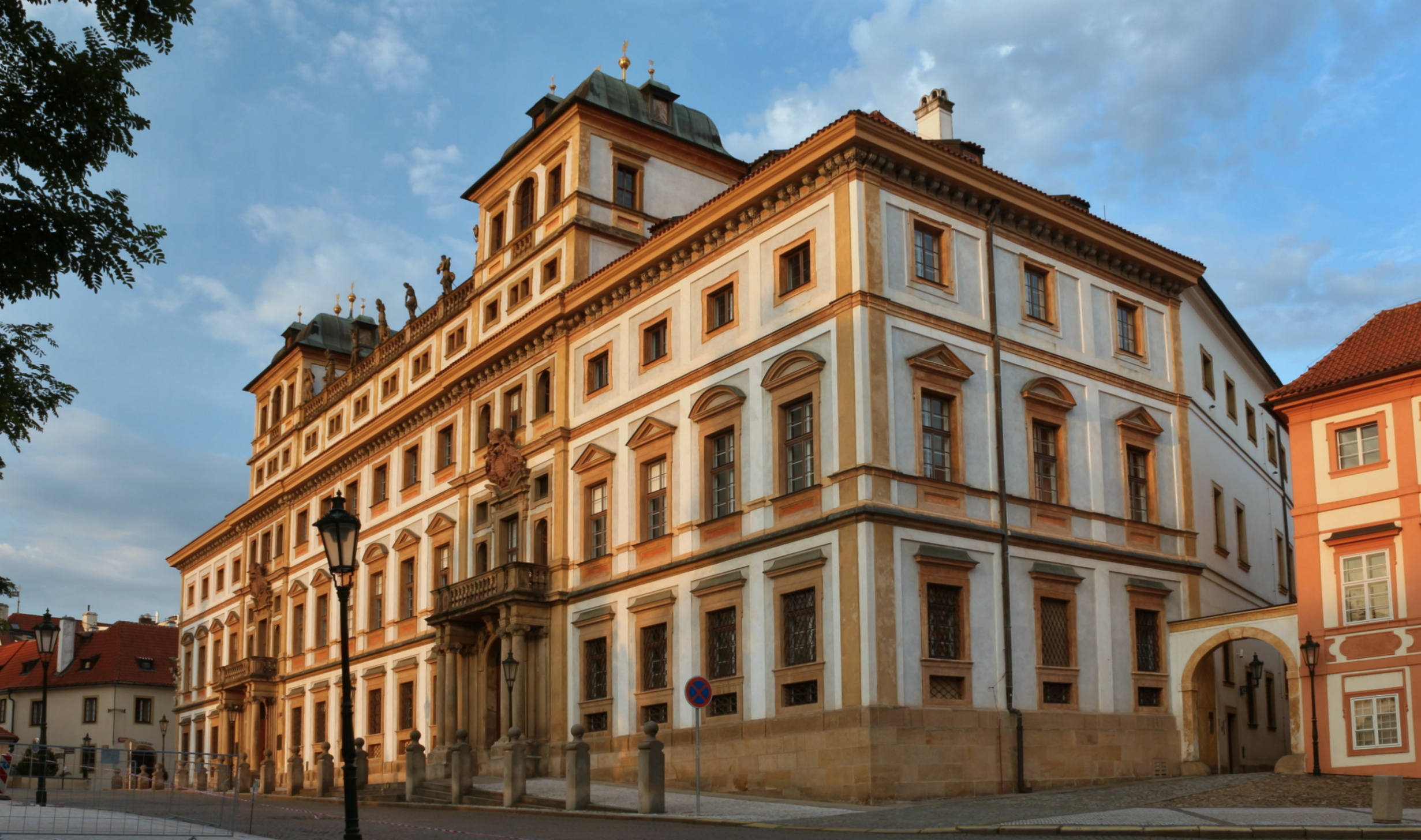
Toskánský palác v Praze, který Anna Marie Františka odkoupila rozestavěný od Thun-Hohenštejnů v roce 1718 a nechala dostavět

Na naléhání svého švagra, císaře Leopolda I., se v Düsseldorfu roku 1697 znovu provdala, přestože byla původně rozhodnuta zůstat vdovou, a to za posledního mužského potomka velkovévodského toskánského rodu Medici, jehož jí zprostředkovali její bavorští příbuzní a sestra ženicha, Giana Gastona. Tento svazek byl uzavřen z politických důvodů, jeho cílem bylo přivést na svět mužského potomka, což naprosto selhalo. Manželé se shodovali ve vysokých nárocích na život v luxusu, ale měli rozdílné zájmy. Manželka se Gastonovi jevila jako neforemně tlustá, závislá na nepatřičné vášni pro lov, a především Gaston byl homosexuál, který o manželské povinnosti neměl zájem. Život v Čechách bez vlastní společnosti ho po několika letech omrzel a roku 1708 se odstěhoval do Florencie, kde dožil roku 1737, aniž by se s manželkou ještě setkal. Podle manželské smlouvy po něm ovdovělá Anna Marie Františka nic kromě titulu nedědila, avšak její statky v Čechách tvořily dosti pevnou ekonomickou jednotku, která jí vynášela dostatečné prostředky na pokrytí obrovských výdajů na úpravy, rekonstrukce a rozšiřování jejích statků, jakož i podporu dvorského luxusu a duchovního života.

### Závěr života

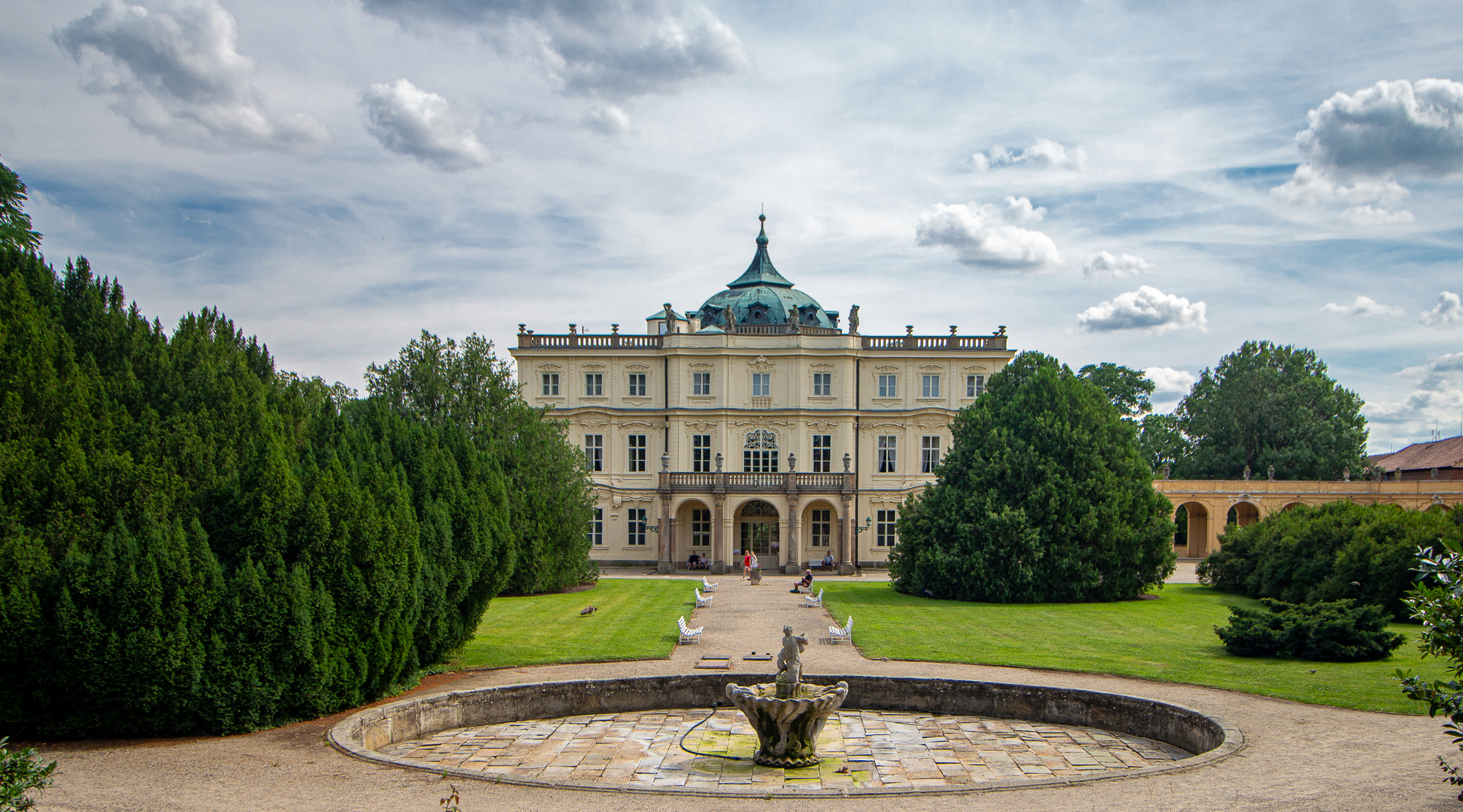
Zámek Ploskovice

Jak lze vyčíst z již zmíněného, většinu života věnovala velkovévodkyně zvelebování svých panství. Stavěla nové zámky, fary, kostely, zakoupila ostatky několika svatých (např. sv. Pavla, sv. Kristýny) z Říma do kostelů na svých državách. 
Dokonce roku 1718 koupila palác vystavěný hrabětem Michaelem Osvaldem z Thun-Hohensteinu na pražském Hradčanském náměstí, dnešní Toskánský palác, sídlo Ministerstva zahraničních věcí ČR. Je také znám její vlídný vztah k sedlákům, hajným a dalším lidem, kteří měli podíl na správě jejích majetků. Ačkoliv milovala luxus a přepych, měla také sociální cítění a pravidelně navštěvovala své poddané, což u nich budilo respekt. V Zákupech žila 52 let, dala zde postavit roku 1708 sousoší Nejsvětější Trojice a po ničivém krupobití v roce 1725 dala vybudovat zámecký rybník. Vévodkyně, v Zákupech nazývaná časem „Stará výsost“, měla na zámku 120 dvořanů, řemeslníků a služebníků, vydržovala si zde i stáj pro velbloudy.

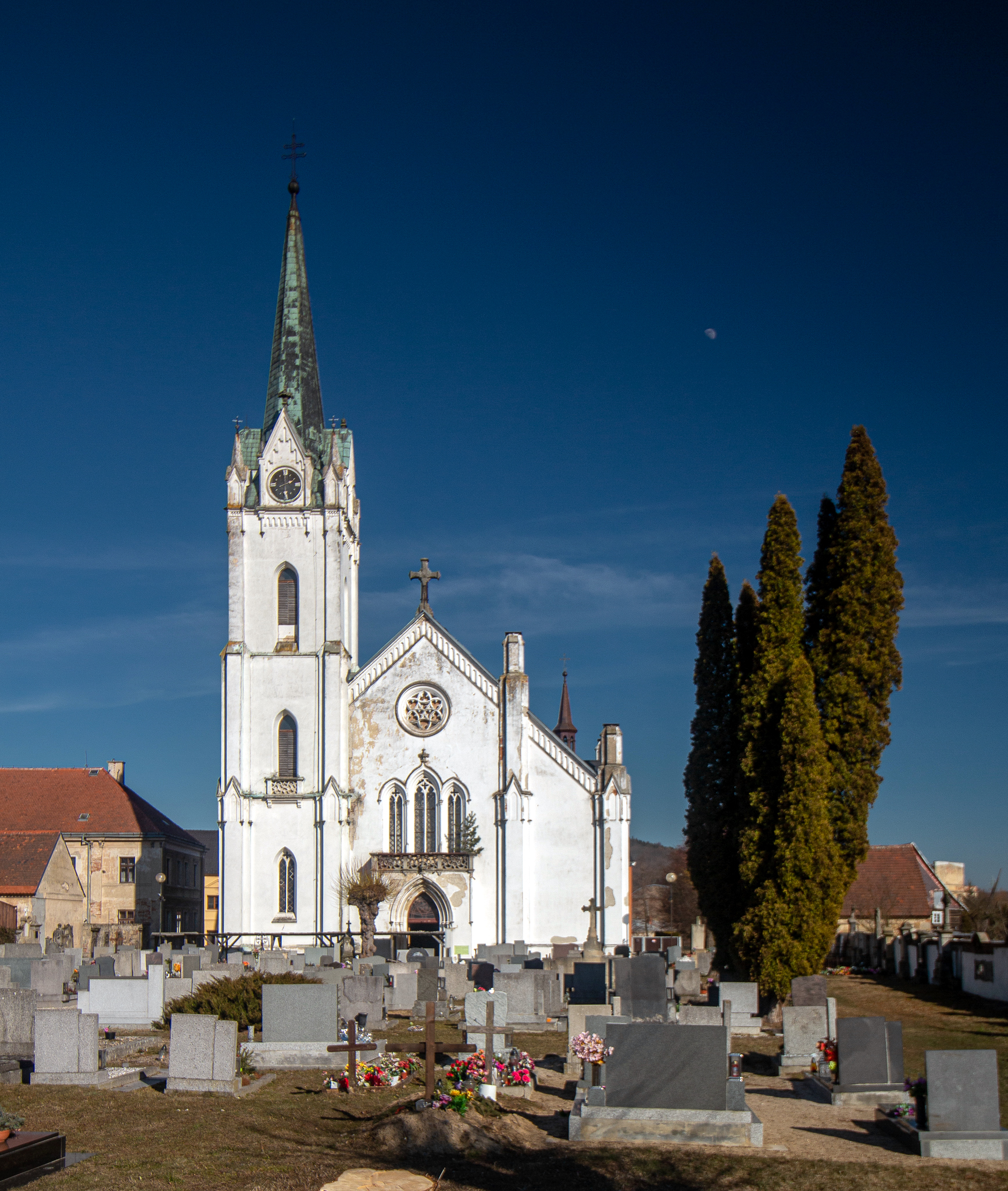
Kostel sv. Fabiána a Šebestiána v Zákupech, místo posledního odpočinku velkovévodkyně

Annu Marii Františku velmi zasáhla smrt její sestry Sybilly Marie Augusty v roce 1733, se kterou si byla velmi blízká. O pět let později, když zemřel manžel její dcery Marie Anny Karolíny Ferdinand, vévoda Bavorský, se její dcera přestěhovala zpět do Zákup, kde žila se svou matkou až do 15. října 1741, kdy Anna Marie Františka zesnula. Byla pohřbena pod sakristií děkanského kostela sv. Fabiána a Šebestiána v Zákupech, kde leží oděna do roucha celestýnek po boku svého prvního manžela. Většinu majetku dědila její dcera, další velkovévodkyní toskánskou se ovšem stala císařovna Marie Terezie.

## Potomci
Z prvního manželství s Filipem Vilémem, falckrabětem z Neuburgu (19. listopadu 1668 – 5. dubna 1693) se velkovévodkyni narodila dne 30. ledna 1693 jediná dcera Marie Anna Karolína. Ta se roku 1719 provdala za Ferdinanda, vévodu bavorského z rodu Wittelsbachů, bratra Karla VII. Bavorského.

## Vývod z předků
|                                |                                           |  |                               |                                           |  |  |  |  |  |  |  | František I. Sasko-Lauenburský |
|                                |                                           |  |                               |                                           |  |  |  |  |  |  |  |                                |
|                                | František II. Sasko-Lauenburský           |  |                               |                                           |  |  |  |  |  |  |  |                                |
|                                |                                           |  |                               |                                           |  |  |  |  |  |  |  |                                |
|                                |                                           |  |                               | Sibyla Saská                              |  |  |  |  |  |  |  |                                |
|                                |                                           |  |                               |                                           |  |  |  |  |  |  |  |                                |
|                                | Julius Jindřich Sasko-Lauenburský         |  |                               |                                           |  |  |  |  |  |  |  |                                |
|                                |                                           |  |                               |                                           |  |  |  |  |  |  |  |                                |
|                                |                                           |  |                               | Julius Brunšvicko-Lüneburský              |  |  |  |  |  |  |  |                                |
|                                |                                           |  |                               |                                           |  |  |  |  |  |  |  |                                |
|                                | Marie Brunšvicko-Lüneburská               |  |                               |                                           |  |  |  |  |  |  |  |                                |
|                                |                                           |  |                               |                                           |  |  |  |  |  |  |  |                                |
|                                |                                           |  |                               | Hedvika Braniborská                       |  |  |  |  |  |  |  |                                |
|                                |                                           |  |                               |                                           |  |  |  |  |  |  |  |                                |
|                                | Julius František Sasko-Lauenburský        |  |                               |                                           |  |  |  |  |  |  |  |                                |
|                                |                                           |  |                               |                                           |  |  |  |  |  |  |  |                                |
|                                |                                           |  |                               | Oldřich Felix Popel z Lobkovic            |  |  |  |  |  |  |  |                                |
|                                |                                           |  |                               |                                           |  |  |  |  |  |  |  |                                |
|                                | Vilém z Lobkovic                          |  |                               |                                           |  |  |  |  |  |  |  |                                |
|                                |                                           |  |                               |                                           |  |  |  |  |  |  |  |                                |
|                                |                                           |  |                               | Anna Alžběta z Hradce                     |  |  |  |  |  |  |  |                                |
|                                |                                           |  |                               |                                           |  |  |  |  |  |  |  |                                |
|                                | Anna Magdalena z Lobkovic                 |  |                               |                                           |  |  |  |  |  |  |  |                                |
|                                |                                           |  |                               |                                           |  |  |  |  |  |  |  |                                |
|                                |                                           |  |                               | Adam Havel z Lobkovic                     |  |  |  |  |  |  |  |                                |
|                                |                                           |  |                               |                                           |  |  |  |  |  |  |  |                                |
|                                | Benigna Kateřina z Lobkovic               |  |                               |                                           |  |  |  |  |  |  |  |                                |
|                                |                                           |  |                               |                                           |  |  |  |  |  |  |  |                                |
|                                |                                           |  |                               | Marguerite de Mollart                     |  |  |  |  |  |  |  |                                |
|                                |                                           |  |                               |                                           |  |  |  |  |  |  |  |                                |
| Anna Marie Františka Toskánská |                                           |  |                               |                                           |  |  |  |  |  |  |  |                                |
|                                |                                           |  |                               |                                           |  |  |  |  |  |  |  |                                |
|                                |                                           |  | Filip Ludvík Falcko-Neuburský |                                           |  |  |  |  |  |  |  |                                |
|                                |                                           |  |                               |                                           |  |  |  |  |  |  |  |                                |
|                                | August Falcko-Sulzbašský                  |  |                               |                                           |  |  |  |  |  |  |  |                                |
|                                |                                           |  |                               |                                           |  |  |  |  |  |  |  |                                |
|                                |                                           |  |                               | Anna Klevská                              |  |  |  |  |  |  |  |                                |
|                                |                                           |  |                               |                                           |  |  |  |  |  |  |  |                                |
|                                | Kristián August Falcko-Sulzbašský         |  |                               |                                           |  |  |  |  |  |  |  |                                |
|                                |                                           |  |                               |                                           |  |  |  |  |  |  |  |                                |
|                                |                                           |  |                               | Jan Adolf Holštýnsko-Gottorpský           |  |  |  |  |  |  |  |                                |
|                                |                                           |  |                               |                                           |  |  |  |  |  |  |  |                                |
|                                | Hedvika Holštýnsko-Gottorpská             |  |                               |                                           |  |  |  |  |  |  |  |                                |
|                                |                                           |  |                               |                                           |  |  |  |  |  |  |  |                                |
|                                |                                           |  |                               | Augusta Dánská                            |  |  |  |  |  |  |  |                                |
|                                |                                           |  |                               |                                           |  |  |  |  |  |  |  |                                |
|                                | Hedvika Falcko-Sulzbašská                 |  |                               |                                           |  |  |  |  |  |  |  |                                |
|                                |                                           |  |                               |                                           |  |  |  |  |  |  |  |                                |
|                                |                                           |  |                               | Jan VI. Nasavsko-Dillenburský             |  |  |  |  |  |  |  |                                |
|                                |                                           |  |                               |                                           |  |  |  |  |  |  |  |                                |
|                                | Jan VII. Nasavsko-Siegenský               |  |                               |                                           |  |  |  |  |  |  |  |                                |
|                                |                                           |  |                               |                                           |  |  |  |  |  |  |  |                                |
|                                |                                           |  |                               | Alžběta Leuchtenberská                    |  |  |  |  |  |  |  |                                |
|                                |                                           |  |                               |                                           |  |  |  |  |  |  |  |                                |
|                                | Amalie Nasavsko-Siegenská                 |  |                               |                                           |  |  |  |  |  |  |  |                                |
|                                |                                           |  |                               |                                           |  |  |  |  |  |  |  |                                |
|                                |                                           |  |                               | Jan II. Šlesvicko-Holštýnsko-Sonderburský |  |  |  |  |  |  |  |                                |
|                                |                                           |  |                               |                                           |  |  |  |  |  |  |  |                                |
|                                | Markéta Šlesvicko-Holštýnsko-Sonderburská |  |                               |                                           |  |  |  |  |  |  |  |                                |
|                                |                                           |  |                               |                                           |  |  |  |  |  |  |  |                                |
|                                |                                           |  |                               | Alžběta Brunšvicko-Grubenhagenská         |  |  |  |  |  |  |  |                                |
|                                |                                           |  |                               |                                           |  |  |  |  |  |  |  |                                |